# Ровное (Новомосковский район)
Ровное (укр. Рівне) — село,
Богатский сельский совет,
Новомосковский район,
Днепропетровская область,
Украина.
Код КОАТУУ — 1223280503. Население по переписи 2001 года составляло 169 человек.

## Географическое положение
Село Ровное находится в 3-х км от левого берега реки Орель,
на расстоянии в 2,5 км от села Богатое.
По селу протекает пересыхающий ручей с запрудой.
Рядом проходят автомобильные дороги Т-0412 и Т-0440.

## История
- В 1946 г. село Кадыгроб переименовано в Ровное[2].